# Molopostola calumnians
Molopostola calumnians är en fjärilsart som beskrevs av Edward Meyrick 1926. Molopostola calumnians ingår i släktet Molopostola och familjen stävmalar. Inga underarter finns listade i Catalogue of Life.